# Iekaterina Lioubouchkina
Iekaterina Olegovna Lioubouchkina (en russe : Екатерина Олеговна Любушкина) (née Bogatcheva le 2 janvier 1990 à Volgograd) est une joueuse de volley-ball russe. Elle mesure 1,88 m et joue au poste de centrale. Elle totalise 47 sélections en équipe de Russie.

## Clubs
| Club                        | De        | À         |
| --------------------------- | --------- | --------- |
| Aouroum Khabarovsk          | 2005-2006 | 2005-2006 |
| Zaretchie Odintsovo         | 2006-2007 | 2012-2013 |
| Fakel Novy Ourengoï         | 2013-2014 | 2013-2014 |
| Futura Volley Busto Arsizio | 2014-2015 | 2014-2015 |
| Dinamo Moscou               | 2015-2016 | …         |

## Palmarès

### Équipe nationale
- Championnat d'Europe
  - Vainqueur : 2015.
- Grand Prix mondial
  - Finaliste : 2015.
- Championnat d'Europe des moins de 20 ans
  - Finaliste : 2008.

### Clubs
- Championnat de Russie
  - Vainqueur : 2010, 2016, 2017, 2018, 2019.
  - Finaliste : 2009.
- Supercoupe d'Italie
  - Finaliste : 2014.
- Ligue des champions
  - Finaliste : 2015.
- Coupe de Russie
  - Vainqueur : 2018.
  - Finaliste : 2016, 2019.
- Supercoupe de Russie
  - Vainqueur : 2017, 2018.
  - Finaliste : 2019.

### Distinctions individuelles
- Championnat d'Europe féminin de volley-ball des moins de 20 ans 2008: Meilleure serveuse.